# Zygocera papuana
Zygocera papuana là một loài bọ cánh cứng trong họ Cerambycidae.